# Hirsholmene Kirke
Hirsholmene Kirke ligger på øen Hirsholm ca. 8 km NØ for Frederikshavn (Region Nordjylland).
- Kirkens indre
- Klokkestablen